# Manuel Sánchez Corbí
Manuel Sánchez Corbí (Valladolid, 1963) es un oficial de la Guardia Civil español. Ha sido coronel jefe de la Unidad Central Operativa, y bajo su mando se desarrollaron importantes operaciones como la liberación de José Antonio Ortega Lara, la Operación Púnica y la resolución de los casos Diana Quer y Gabriel Cruz.
Tuvo un importante protagonismo durante 25 años en la lucha contra el terrorismo de ETA, que plasmó en sus libros Sangre, sudor y paz e Historia de un desafío, que en 2020 fue llevado a la televisión en forma de serie documental por Prime Video bajo el título El desafío: ETA.

## Biografía
Sánchez Corbí es hijo y nieto de guardias civiles de una familia con origen en Casillas de Flores (Salamanca). Nació en Valladolid, donde estaba destinado su padre, que posteriormente fue trasladado al cuartel de Irún (Guipúzcoa), donde pasó su infancia. En esta época, y cuando contaba cinco años, se produjo allí el asesinato del comisario de la Brigada Político-Social, Melitón Manzanas, a manos de la organización terrorista ETA. Tras concluir sus estudios, que desarrolló en Hendaya, ingresó en la Academia General Militar de Zaragoza, donde obtuvo el grado de teniente en el verano de 1987 para ser trasladado al Servicio de Información de Vizcaya.
Durante su periplo en la lucha antiterrorista, desarrolló buena parte de su carrera en el cuartel de Inchaurrondo, y se llevaron a cabo importantes detenciones de comandos de ETA en el País Vasco. Durante esta época fue condenado como responsable de torturas a Kepa Urra, un miembro del Comando Vizcaya detenido en Basauri en 1992.
Como Jefe de Operaciones Antiterroristas, en 1996 dirigió el operativo de rescate de José Antonio Ortega Lara, un funcionario de prisiones que había sido secuestrado por ETA. La operación fue compleja, pues tras horas de registro en una nave industrial de Mondragón, los agentes no consiguieron dar con el escondite, y cuando el juez Baltasar Garzón estaba a punto de dar por concluida la operación, la insistencia del capitán Sánchez Corbí, jefe del operativo, en que el funcionario tenía que estar allí, dio como resultado el hallazgo de un mecanismo que desplazaba una máquina que se encontraba tapando la entrada al zulo donde se encontraba retenido el funcionario.
En 2013 se incorporó a la Unidad Central Operativa (UCO) de la Guardia Civil, que pasó a dirigir como coronel jefe en 2015. Bajo su mando, la UCO llevó a cabo importantes operaciones contra la corrupción, como la operación Púnica en 2014, el caso Taula en 2015 y el caso Lezo en 2017, y otras de una especial repercusión mediática, como la resolución del caso Diana Quer en 2016 y el caso Gabriel Cruz en 2018.
Manuel Sánchez Corbí fue distinguido en 2015 con la Legión de Honor francesa, y también ha sido condecorado con cinco cruces de la Orden del Mérito de la Guardia Civil con distintivo rojo.
En agosto de 2018, fue destituido de su cargo por el ministro de Interior Fernando Grande-Marlaska, que justificó su decisión motivado por una «pérdida de confianza». Seis meses después fue nombrado responsable del Servicio de Protección y Seguridad, encargado de las relaciones con las empresas de seguridad privada. La decisión fue recurrida ante los tribunales por Sánchez Corbí, pero tanto la Audicendia Nacional en dciiembre de 2019 y julio de 2020 inicialmente, como el Tribunal Supremo en octubre de 2022, avalaron la decisión del ministro de Interior Grande-Marlaska.
En 2021, fichó como asesor de la multinacional española Acciona. En concreto, fue contratado como director del área de seguridad internacional.
En 2023, la Audiencia Nacional obligó al Ministerio del Interior a conceder la Cruz de Plata de la Orden del Mérito que le había sido originalmente conferida junto a 6 compañeros guardias civiles por el trabajo relativo al libro Historia de un desafío. En agosto de 2021, se cruzó una orden ministerial de Interior para otorgar una Cruz con distintivo blanco, de menor categoría, en lugar de la de Plata. La juez consideró una «desigualdad de trato» al dar por probado que de los 7 agentes, Sánchez Corbí era el que más había contribuido a la obra y sin embargo se le confería una distinción más baja sin razón alguna.

## Obra literaria
Fruto de su experiencia en la lucha antiterrorista, Sánchez Corbí ha escrito dos libros:
- Sangre, sudor y paz (2017) en colaboración con Lorenzo Silva y Gonzalo Araluce.
- Historia de un desafío (2017) en colaboración con Manuela Simón, llevado en 2020 a la televisión en forma de serie documental por Prime Video bajo el título El desafío: ETA.[4]

## Condecoraciones
- Caballero de la Orden Nacional de la Legión de Honor ( Francia, 16 de septiembre de 2015).[17]
- Cruz de Plata de la Orden del Mérito de la Guardia Civil ( España, 26 de septiembre de 2023).
- 5 Cruces de la Orden del Mérito de la Guardia Civil ( España, 5 con distintivo rojo).